# هتك العرض (فلم)
هتك العرض (بالإنجليزية: Carnal Knowledge) فيلم درامي كوميدي أمريكي عام 1971  من إخراج مايك نيكولز وكتبه جول فايفر. الفيلم من تمثيل النجوم جاك نيكلسون، وآرت جارفانكل، وآن مارجريت، وكانديس بيرغن، الفيلم يؤرخ للنمو والتطور الجنسي لشابين من أيام الدراسة الجامعية.
صدر الفيلم إلى دور العرض الأمريكية في 30 يونيو 1971.

## طاقم التمثيل
- جاك نيكلسون: في دور جوناثان فويرست
- آرثر جارفانكل: في دور ساندي
- كانديس بيرغن: في دور سوزان
- آن مارجريت: في دور بوبي
- ريتا مورينو: في دور لويز
- كارول كين: في دور جينيفر
- سينثيا اونيل: في دور سيندي[7]

## أحداث الفيلم
تقوم صداقة بين الطالب الوديع الخجول ساندي (آرثر جارفانكل) والطالب الصارم والعدواني جوناثان فويرست (جاك نيكلسون). يمجد ساندي النساء، بينما جوناثان يعارضهن وأحياناً يصفهن بأنهن مضايقات ويرغبن في الزواج بدلاً من قبول أن الرجال في الغالب يريدون ممارسة الجنس دون ارتباط. نظرًا لأن منظور كل رجل للأنوثة متطرف. لا يمكن لأي منهما الحفاظ على علاقة مع امرأة.
يلتقي ساندي بالشابة سوزان (كانديس بيرغن) وعلى الرغم من أنهم يستمتعون بصحبة بعضهم البعض، إلا أن سوزان مترددة في الدخول في علاقة جنسية. يلاحقها جوناثان أيضًا دون علم ساندي، الذي يشعر بجاذبية جسدية لها، ويمارسون الجنس بينما يحاول إقناع سوزان بعدم ممارسته مع ساندي، ولكن بعد فترة قصيرة، تمارس سوزان الجنس أيضًا مع ساندي، وتترك جوناثان.
يتزوج ساندي من سوزان، بينما جوناثان يبحث عن «امرأته المثالية». يبدأ جوناثان علاقة مع بوبي (آن مارجريت) المرأة الجميلة التي تلبي جميع متطلباته الجسدية، ومع ذلك، يوبخها جوناثان باستمرار لكونها ضحلة، ويجد أن هذه العلاقة الجسدية البحتة ليست أكثر إرضاءً من علاقته السابقة مع سوزان. تترك بوبي وظيفتها بناءً على اقتراح جوناثان، ثم تصاب بالاكتئاب، وتقضي ساعات طويلة نائمة. تتدهور العلاقة بين جوناثان وبوبي، وتبدو علاقة ساندي وسوزان ليست أفضل حالاً. ساندي غير راضي ويشعر بالملل، ويعتقد أن الجنس ربما لا «يُقصد به أن يكون ممتعًا مع الشخص الذي تحبه». يقول إن البقاء في السرير مع سوزان وهي تخبره بما يجب أن يفعله يشبه تلقي الطلبات في مطعم وجبات سريعة.
ينهي ساندي علاقته بسوزان ويبدأ في مواعدة سيندي (سينثيا أونيل). يجد ساندي وسيندي وجوناثان وبوبي أنفسهم معًا في بيت جوناثان، حيث يقترح جوناثان بشكل خاص على ساندي أنهم شركاء تجاريون، وترقص سيندي مع جوناثان وتشير إلى أنها منفتحة على رؤيته بمفرده. تحاول بوبي الانتحار ويتم نقلها إلى العناية المركزة.
يجتمع جوناثان مع ساندي وصديقته جينيفر (كارول كين) البالغة من العمر 18 سنة ويعرض عليهم عرض شرائح صور حبيباته طوال حياته، كما يعرض صورة لبوبي، قائلاً إنهما مطلقان ولديهما طفل واحد، وهو يدفع نفقتها، وتغادرجنيفر وهي تبكي. يعشق ساندي حبيبته الجديدة جينيفر، ويوضح لجوناثان أنها «تعرف عوالم لا أستطيع أن أبدأ بلمسها بعد» ويعتقد جوناثان أن صديقه يخدع نفسه.
يمضي الوقت ويظل جوناثان ناجحًا، لكنه وحيداً ويعيش مع عاهرة (ريتا مورينو) ويخوضون حوارًا حول العلاقات بين الرجال والنساء والذي يبدو أنه نص كتبه جوناثان، وفي النهاية، تقوم العاهرة بقراءة مونولوج كتبه جوناثان يشيد بقوته و «كماله»، والذي يبدو أنه أصبح الطريقة الوحيدة التي يمكن أن يحصل بها جوناثان على الوصول إلى النشوة الجنسية.

## الإنتاج
تمت كتابة السيناريو في الأصل على شكل مسرحية، وأرسلها الكاتب جول فايفر إلى المخرج مايك نيكولز، الذي أعتقد أن القصة ستكون بشكل أفضل كفيلم. يحتوي النص على العديد من الكلمات النابية، والتي نادرًا ما كان يُسمع بعضها على الشاشة قبل هذا الوقت. رصد المنتج جوزيف إي ليفين ميزانية تبلغ 5 ملايين دولار ذهب منها مليون دولار إلى المخرج نيكولز. تم تصوير الفيلم في فانكوفر بكندا.

## مشاكل قانونية
كانت التغيرات في أخلاقيات المجتمع الأمريكي في الستينيات والسبعينيات من القرن الماضي وتقبل الجمهور للمناقشة الصريحة في القضايا الجنسية تتعارض أحيانًا مع معايير المجتمع المحلي. عرض الفيلم في دار عرض في ألباني بولاية جورجيا في 13 يناير 1972، وأصدرت الشرطة المحلية مذكرة تفتيش في دار العرض وصادرت الفيلم، وفي مارس 1972، أدين مدير دار العرض، السيد جنكينز، بجريمة «توزيع مواد فاحشة»، وأيدت المحكمة العليا في جورجيا إدانته. وجدت المحكمة العليا الأمريكية، في 24 يونيو 1974، أن ولاية جورجيا قد ذهبت بعيداً في تصنيف المواد على أنها فاحشة في ضوء قرارها السابق في قضية ميلر ضد كاليفورنيا، ونقضت الإدانة في قضية جينكينز، وقالت المحكمة أيضا، إن مشاهدتنا للفيلم تقنعنا بأنه لا يمكن العثور على مقاطع هتك عرض... لتصوير السلوك الجنسي بطريقة مسيئة بشكل واضح. لا يوجد شيء في الفيلم يقع ضمن مادة «مسيئة بشكل واضح» يمكن العثور عليها دستوريًا...... ولا تركز الكاميرا على أجساد الممثلين في مثل هذه الأوقات. لا يوجد أي عرض للأعضاء التناسلية للممثلين... هناك مشاهد عرضية للعري، لكن العري وحده لا يكفي لجعل المواد فاحشة من الناحية القانونية... إن عرض المستأنف للفيلم ليس ببساطة «التصوير العام للسلوك الجنسي القاسي من أجل المكاسب التجارية اللاحقة» الذي قلنا أنه يعاقب عليه.
أعادت الشركة الموزعة طرح الفيلم إلى دور العرض بعد حكم المحكمة العليا، مستخدمة شعار "المحكمة العليا للولايات المتحدة قضت بأن الفيلم ليس فاحشاً... "شاهده الآن".

## الاستقبال
منح الناقد روجر إيبرت الفيلم أربعة نجوم من أصل أربعة ووصفه بأنه: «أفضل فيلم للمخرج مايك نيكولز بوضوح. إنه يخبرنا بأشياء معينة حول هذه الشخصيات القليلة... وقد نجح. لا تعمد الشخصيات إلى ضحكات رخيصة أو بسيطة، أو رمزية غير مناسبة، أو نوع زائف من الشعور المعاصر... يقدم الفيلم نيكولسون، الذي ربما يكون الممثل السينمائي الجديد الأكثر إثارة للاهتمام منذ جيمس دين، ومشاهده مع آن مارجريت التي مثلت ببراعة».
كان فنسنت كانبي من صحيفة نيويورك تايمز إيجابيًا أيضًا، ووصف الفيلم بأنه: «تعاون مثالي تقريبًا بين المواهب في الإخراج والكتابة... ليس مطلوبًا من الفنانيين الوقوف نيابة عن الصليب الأحمر، إنهم يوثقون الكوارث، ويجب علينا نحن المشاهدين تنظيفها، في حياتنا... الموضوع، لا يزال هجومًا معبرًا وغير هستيري على الشوفينية الذكورية؛ وإذا كان هذا أمرًا عصريًا، فهو ليس غير مرحب به».
كان تشارلز تشامبلين من صحيفة لوس أنجلوس تايمز أقل حماسة، ووصف الفيلم بأنه «أروع فيلم سينمائي، وأكثرهم قسوة، والأكثر نفيًا»، ويعتقد تشامبلن أن نيكولسون كان لديه «بعض اللحظات القوية» لكن شخصيته في الفيلم «لم يتم فهمها أبدًا...  هي فقط دراسة إكلينيكية، على الرغم من أن الدراسة لا تقدم أدلة على كيفية وصوله إلى هذا الطريق... الفيلم هو تحقيق سطحي ومحدود إلى حد ما عن النفاق الجنسي للذكور الأمريكيين».
كتب جاري أرنولد من صحيفة واشنطن بوست: «لا أمانع في الحصول على نقود لكل مشاهد للفيلم يخرج من شعور» المعرفة الجسدية«بالخداع واليأس. تكمن المشكلة الأساسية في الفيلم في أنه المكافئ الفني لنوع الأشياء التي يزعم أنها هجائية ومقتضبة: إنها نظرة باردة وحسابية وغير حساسة للعلاقات الباردة والحساسة وغير المحسوسة».
جين سيسكل من شيكاغو تريبيون أعطى الفيلم نجمتين ونصف من أصل أربعة ووصفه بأنه: «في الأساس قصة من ملاحظة واحدة ... الشخصيات لا تتغير أو تتعلم؛ حتى أنهم لا يكررون أخطائهم بطرق شيقة للغاية».
كتبت بولين كايل من مجلة نيويوركر: «هذا الفيلم يقول ليس فقط أن هناك بعض الأشخاص مثل هؤلاء، ولكن هذا هو الأمر الواقع - أي أن هذا الفيلم، بمصطلحاته الساخرة، يقدم رؤية أكثر دقة للرجال والنساء من الأفلام التقليدية. قد يكون هذا هو الحال، لكن الفيلم ليس مقنعًا».
منح موقع الطماطم الفاسدة الفيلم تقييماً مقداره 87% بناءاً على آراء 31 ناقداً سينمائياً، وكتب إجماع نقاد الموقع: «على الرغم من أنه يأتي بشكل غير متوازن من نظرة الذكور، إلا أن الفيلم عبارة عن معركة جنسية صريحة وحسنة التمثيل بين الجنسين».
منح موقع ميتاكريتيك الفيلم تقييماً مقداره 77% بناءاً على آراء 8 نقاد.

## الجوائز والترشيحات
جوائز الاوسكار، الولايات المتحدة الأمريكية 1972: ترشح لجائزة أفضل ممثلة مساعدة (آن مارجريت).
غولدن غلوب، الولايات المتحدة الأمريكية 1972: فاز بجائزة أفضل ممثلة مساعدة (آن مارجريت)، وترشح لجائزة أفضل ممثل (جاك نيكلسون).
جوائز دائرة نقاد أفلام نيويورك 1971: ترشح لجائزة أفضل ممثلة مساعدة (آن مارجريت).
جوائز سانت جوردي 1977: أفضل ممثل أجنبي (جاك نيكلسون).
نقابة الكتاب الأمريكية، بالولايات المتحدة 1972: أفضل كوميديا مكتوبة مباشرة للشاشة (جول فايفر).

## روابط خارجية
- مقالات تستعمل روابط فنية بلا صلة مع ويكي بيانات